# 破坏武器装备、军事设施、军事通信罪
破坏武器装备、军事设施、军事通信罪是中华人民共和国刑法规定的的一项罪名，是指故意破坏武器装备、军事设施、军事通信的行为。其刑罚最高可达死刑。

## 量刑
根据《中华人民共和国刑法》第三百六十九条规定，
犯本罪的，处三年以下有期徒刑、拘役或者管制；破坏重要武器装备、军事设施、军事通信的，处三年以上十年以下有期徒刑；情节特别严重的，处十年以上有期徒刑、无期徒刑或者死刑。战时从重处罚。

## 案例
被告人马某某，男，1962年9月18日生于内蒙古自治区阿拉善盟阿拉善左旗，回族，高中文化，居民，住内蒙古自治区阿拉善左旗。因涉嫌犯破坏军事设施罪，于2020年4月30日由青铜峡市公安局取保候审，2021年1月15日经本院决定取保候审。
公诉机关指控，2020年3月13日前后，被告人马某某提前踩点选定中国人民解放军部队青铜峡合同战术训练基地北场的砂坑。3月15日15时许，马某某通过王某已联系雇佣一辆装载机，通过朋友谢某某联系、卡车司机李某某介绍及自行寻找共联系十多辆拉砂卡车。当日20时许，马某某集合姚某驾驶的装载机、柳某某、雷某某等人驾驶的卡车到事先选定的砂坑，马某某现场指挥盗采石英砂并装车，在运输过程中，被部队巡逻官兵当场查获。2020年3月20日，被告人马某某主动到青铜峡市公安局邵岗派出所投案。
被告人马某某的盗采行为破坏了中国人民解放军部队训练场内地形、地貌，削弱了使用功能，给部队日常训练及演习、演练造成重大安全隐患。
本院认为，被告人马某某构成破坏军事设施罪。应予依法惩处。公诉机关的指控成立。被告人马某某案发后主动投案，归案后如实供述自己的犯罪事实，系自首，并自愿认罪认罚，对其可从轻、减轻处罚。
本院委托内蒙古自治区阿拉善左旗司法局对被告人马某某进行社区矫正调查评估的意见为同意对马某某适用社区矫正。被告人马某某犯罪情节轻微，宣告缓刑对所居住社区没有重大不良影响，该意见本院予以采纳。公诉机关的量刑建议适当。依据《中华人民共和国刑法》第三百六十九条第一款、第六十七条第一款、第七十二条第一款、第七十三条、《中华人民共和国刑事诉讼法》第二百零一条之规定，判决如下：
被告人马某某犯破坏军事设施罪，判处有期徒刑十个月，缓刑一年